# Adam Sumiński
Adam Sumiński herbu Leszczyc (ur. ok. 1730 roku – zm. ok. 1793 roku) – podkomorzy dobrzyński w latach 1777–1793, chorąży dobrzyński w latach 1775–1777, chorąży rypiński w latach 1764–1775, wojski brzeskokujawski w latach 1761–1764.
Syn Antoniego i Jadwigi Agnieszki Karskiej herbu Jastrzębiec. Z pierwszego małżeństwa miał córkę Marię (ok. 1770–1807),  drugiego małżeństwa z Franciszką Chalińską nie pozostawił potomstwa. Z trzeciego małżeństwa z Teresą Iwińską (ok. 1730–1776) miał dzieci: Elsterę (ur. 1761), Feliksa (ur. 1764), Tomasza (1764–1824), Wincentego (ur. 1770), Tymoteusza (ur. 1774) i Teresę (1776–1850). 
W 1761 roku sejmik lipnowski Boni Ordinis wybrał go komisarzem na Trybunał Radomski. W 1764 roku wybrany sędzią kapturowym ziemi dobrzyńskiej. Był elektorem Stanisława Augusta Poniatowskiego w 1764 roku z ziemi dobrzyńskiej. 29 października 1764 roku wybrany przez sejmik lipnowski posłem na sejm koronacyjny.
3 sierpnia 1787 roku odznaczony Orderem Świętego Stanisława.
W 1789 roku posiadał dobra Kłokock, Rysinek, Białowieżyn, Białowieżynek, Jonczewko, Suszewo. Na sejmie 1773-1775 otrzymał, prawem emfiteutycznym, dobra w ziemi dobrzyńskiej: Zbyszewo ze Strachoniem i Durlasami oraz Jankowo z Trzebiegoszczem.